# Nikos Belojanis

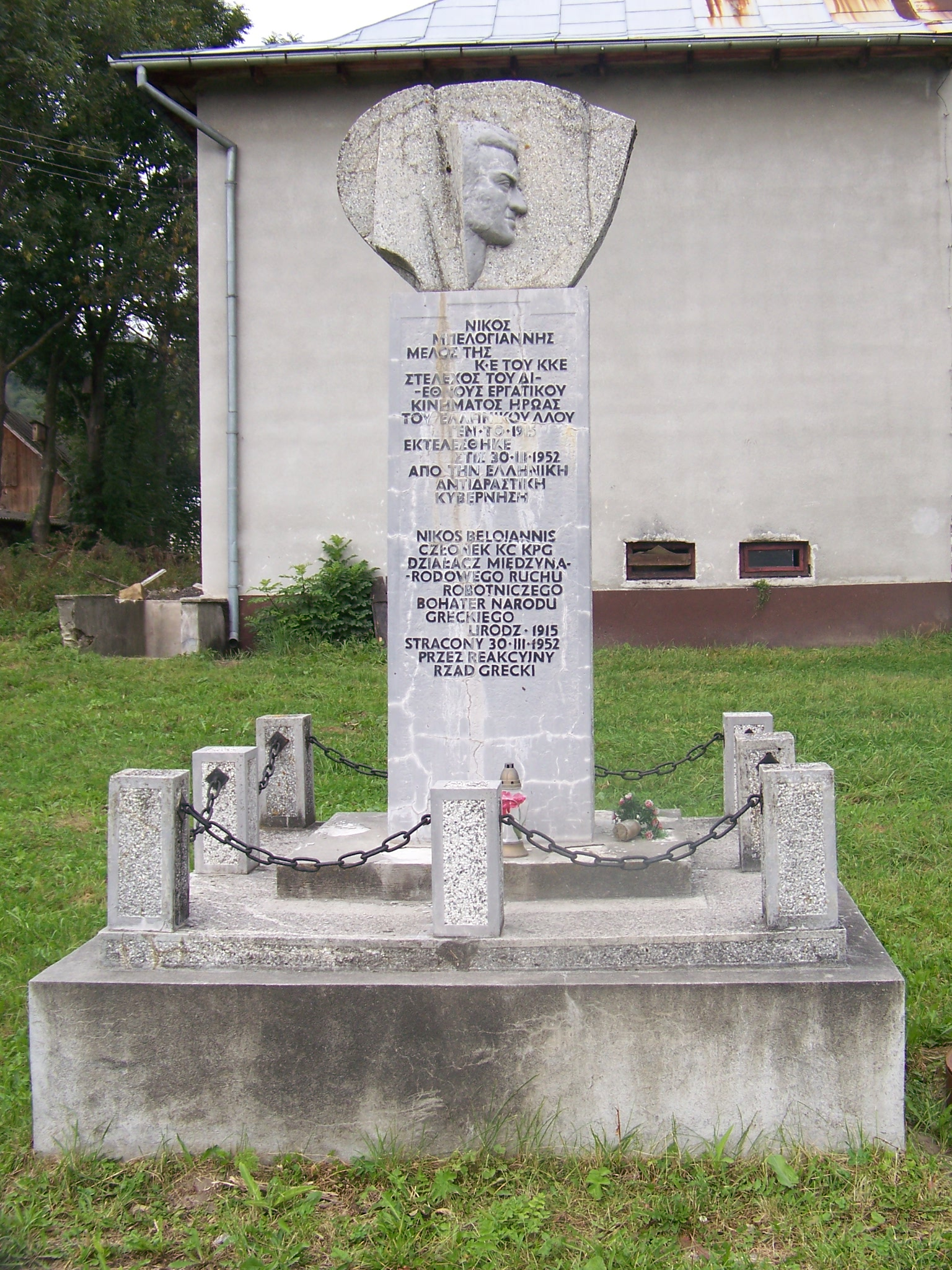
Pomnik Belojanisa w Krościenku

Nikos Belojanis (gr. Νίκος Μπελογιάννης, ur. 22 grudnia 1915, zm. 30 marca 1952) – grecki działacz ruchu komunistycznego i antyhitlerowskiego ruchu oporu, obrońca praw człowieka.

## Życiorys
Pochodził z dobrze sytuowanej rodziny greckich hotelarzy. W latach 1943–1944 był doradcą politycznym (πολιτικός σύμβουλος trb. politikos symbulos trl. politikós súmboulos) jednego z oddziałów podlegających ruchowi partyzanckiemu ELAS. Podczas wojny domowej był komisarzem DSE. Po jej zakończeniu w drugiej połowie roku 1949 wyemigrował i przebywał, między innymi, w Polsce (jako uchodźca). W czerwcu 1950 wrócił do Grecji. Od 1950 był członkiem władz zdelegalizowanej Komunistycznej Partii Grecji (KKE). Został aresztowany wraz z towarzyszami. W trakcie postępowania przed sądem cywilnym wniesiono oskarżenie także o działalność na rzecz obcych wywiadów w tak zwanej grupie Belojanisa i na tej podstawie proces przeniesiono do sądownictwa wojskowego. Podobnie jak większość jego towarzyszy, został skazany na śmierć. Przy masowych protestach w Grecji i poza granicami, przy biernym oporze także części personelu więziennego, został rozstrzelany w więzieniu w Kalitei (niedaleko Aten).
Przebieg rozpraw wzbudził kontrowersje. Kwestionowano neutralność sędziów i zasadność przypisania materiału dowodowego do osób, a postawa Belojanisa w trakcie przesłuchań jednała oskarżonym sympatię nie tylko lewicy. Toteż po ogłoszeniu wyroku w ciągu tygodnia z Grecji i całego świata nadeszło około 250 tysięcy korespondencji telegraficznej od osób przeciwnych skazaniu lub wnioskujących o skorzystanie przez króla Pawła z prawa łaski. Do zaangażowanych intelektualistów dołączył także arcybiskup Aten, Spirydon: Jestem głęboko poruszony etyczną wielkością Belojanisa. Przewyższa nawet tę u pierwszych chrześcijan, jeśli zważyć, że Belojanis nie wierzy w istnienie życia po życiu.
Wykonane w trakcie procesu zdjęcie prasowe „Mężczyzna z goździkiem” dla wielu okazało się inspiracją. Pablo Picasso wykonał zeń znany szkic, a przetwarzane wciąż trafia na okładki czasopism i książek. Nakręcony w 1980 roku film o procesie wciąż przedstawiany jest na greckich i międzynarodowych festiwalach.
W 1953 roku brytyjski malarz Peter de Francia namalował obraz „Egzekucja Belojanisa”, zaliczany do najciekawszych w historii światowego malarstwa.
W 1953 w Polsce powstała także i dziś wysoko oceniana przez krytykę rzeźba Stanisława Horno-Popławskiego „Matka Belojanisa”.
Przez większość swej krótkiej emigracji, trwającej od sierpnia 1949, do czerwca 1950, w tym tuż przed ryzykowną decyzją o powrocie, Belojanis mieszkał w Polsce. Toteż polscy Grecy ufundowali swemu koledze miejsce pamięci i już w 1952, w licznie wówczas zamieszkałej przez byłych greckich partyzantów miejscowości Krościenko, stanął niewielki pomnik ich bohatera. Od 1973 przy ul. Stabłowickiej 143 we Wrocławiu (na dziedzińcu Szkoły Podstawowej nr 22) istnieje kopia tego pomnika.
W PRL nazwiskiem Belojanisa nazwano liczne lokalizacje, między innymi osiedle w Katowicach, jedną z głównych ulic Zabrza (obecnie Goethego), dzisiejszą ul. Spokojną w Stargardzie, ul. Andersa w Gliwicach i ul. Hajducką w Chorzowie.
27 marca 2017, w rodzinnym domu Belojanisa w Amaliadzie, z inicjatywy miejscowych władz, parlamentu i z udziałem premiera, otwarto stałą wystawę o statusie muzeum, co wywołało gwałtowne reakcje parlamentarne centroprawicowej Nowej Demokracji i faszystowskiego Złotego Świtu.